# ディラー・スコフィディオ+レンフロ
ディラー・スコフィディオ+レンフロ(Diller Scofidio + Renfro）は、 建築 、 視覚芸術 、 舞台芸術を統合したアメリカの学際的なデザインスタジオ。 ニューヨークを拠点とするディラースコフィディオ+レンフロは、エリザベス・ディラー、リカルド・スコフィディオ、チャールズ・レンフロ、ベンジャミン・ギルマーティンの4人のパートナーで率い、建築家、アーティスト、デザイナー、研究者のスタッフと協働している。 

## ギャラリー

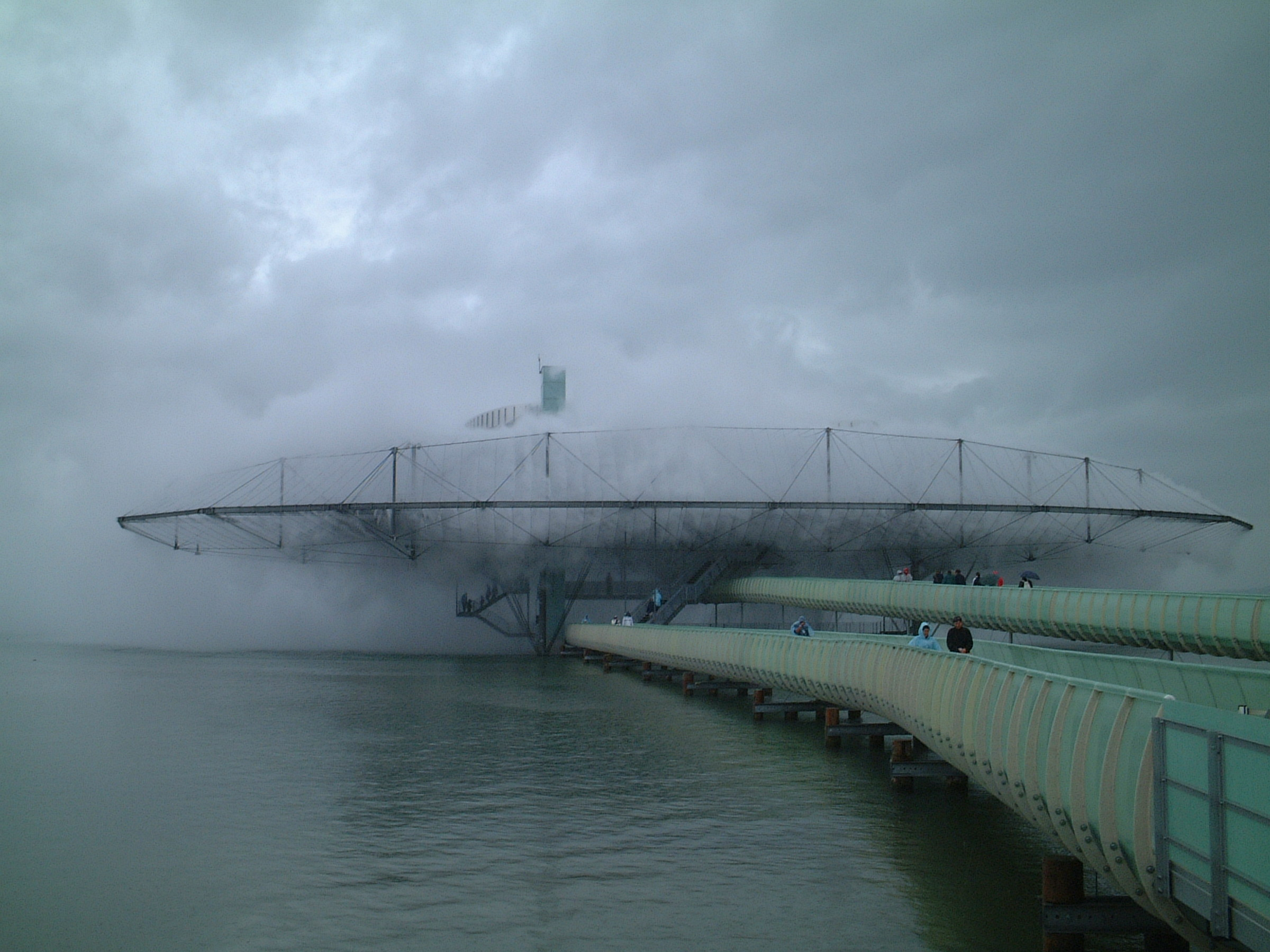
イベルドンの Expo.02で建物をぼかし
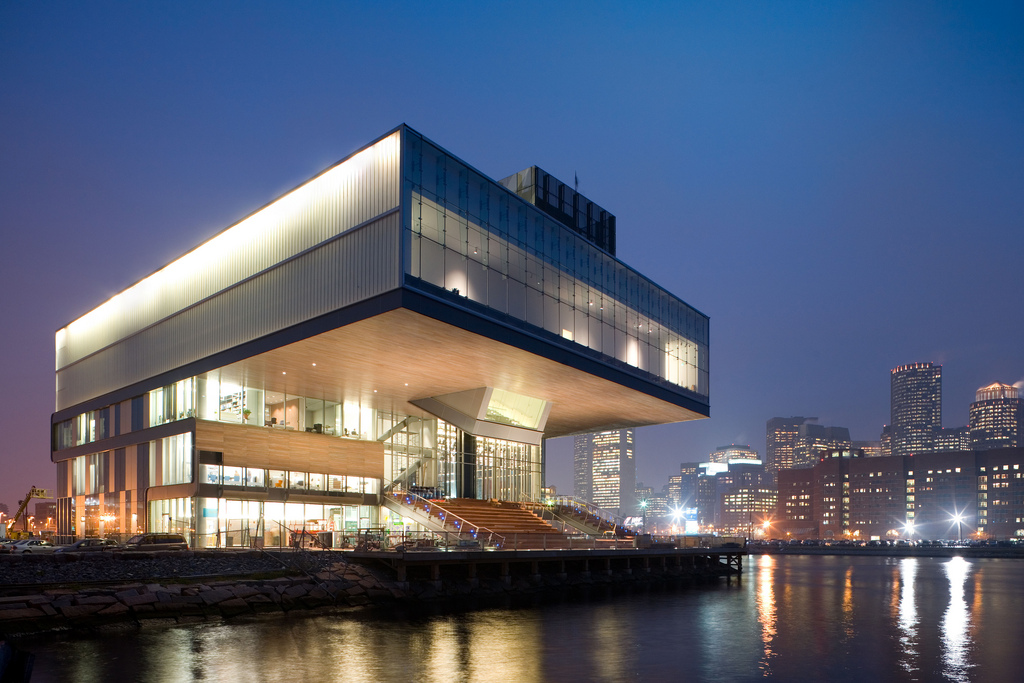
ボストン現代美術館 （2007）
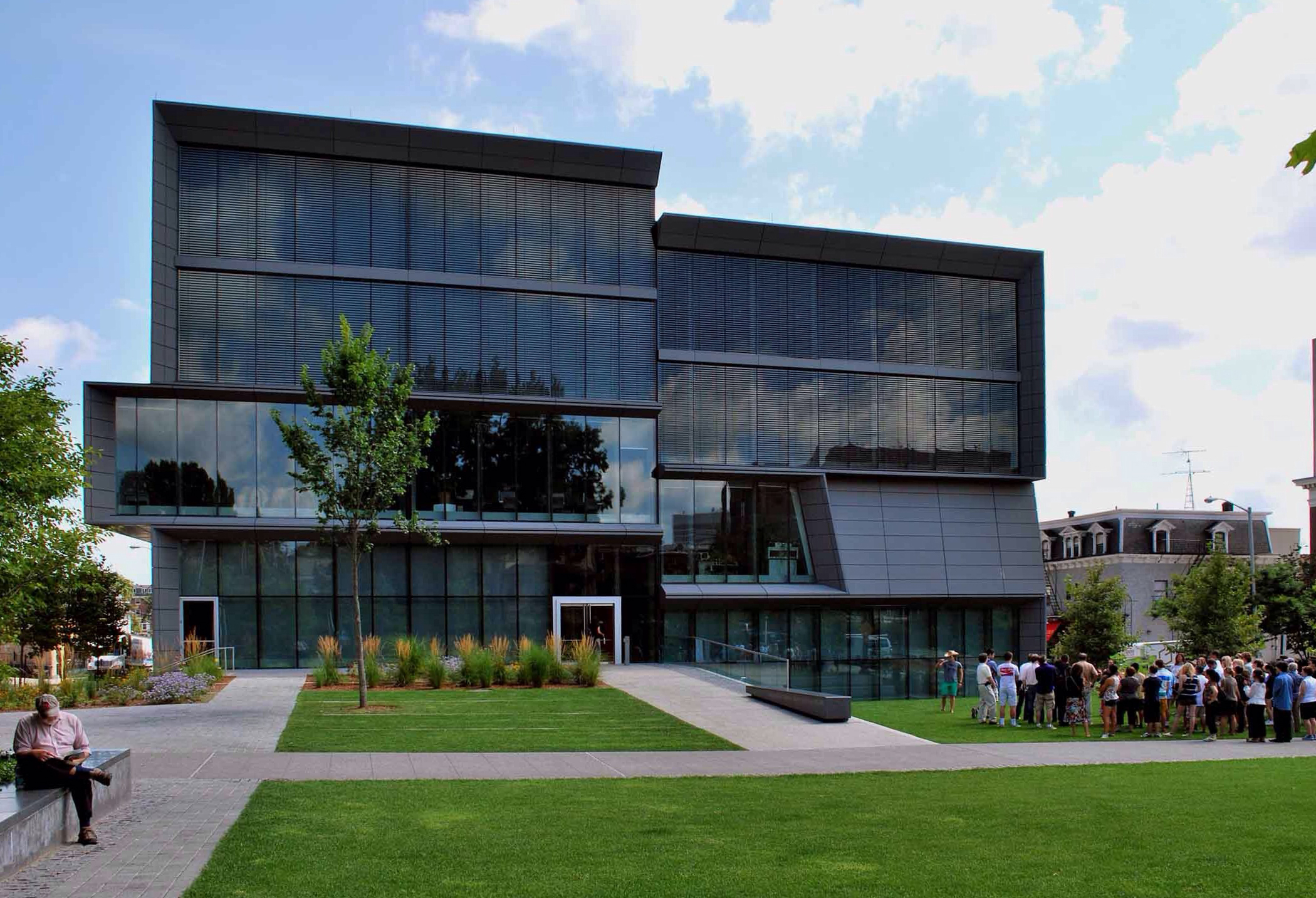
ブラウン大学創造芸術グラノフセンター（2011）
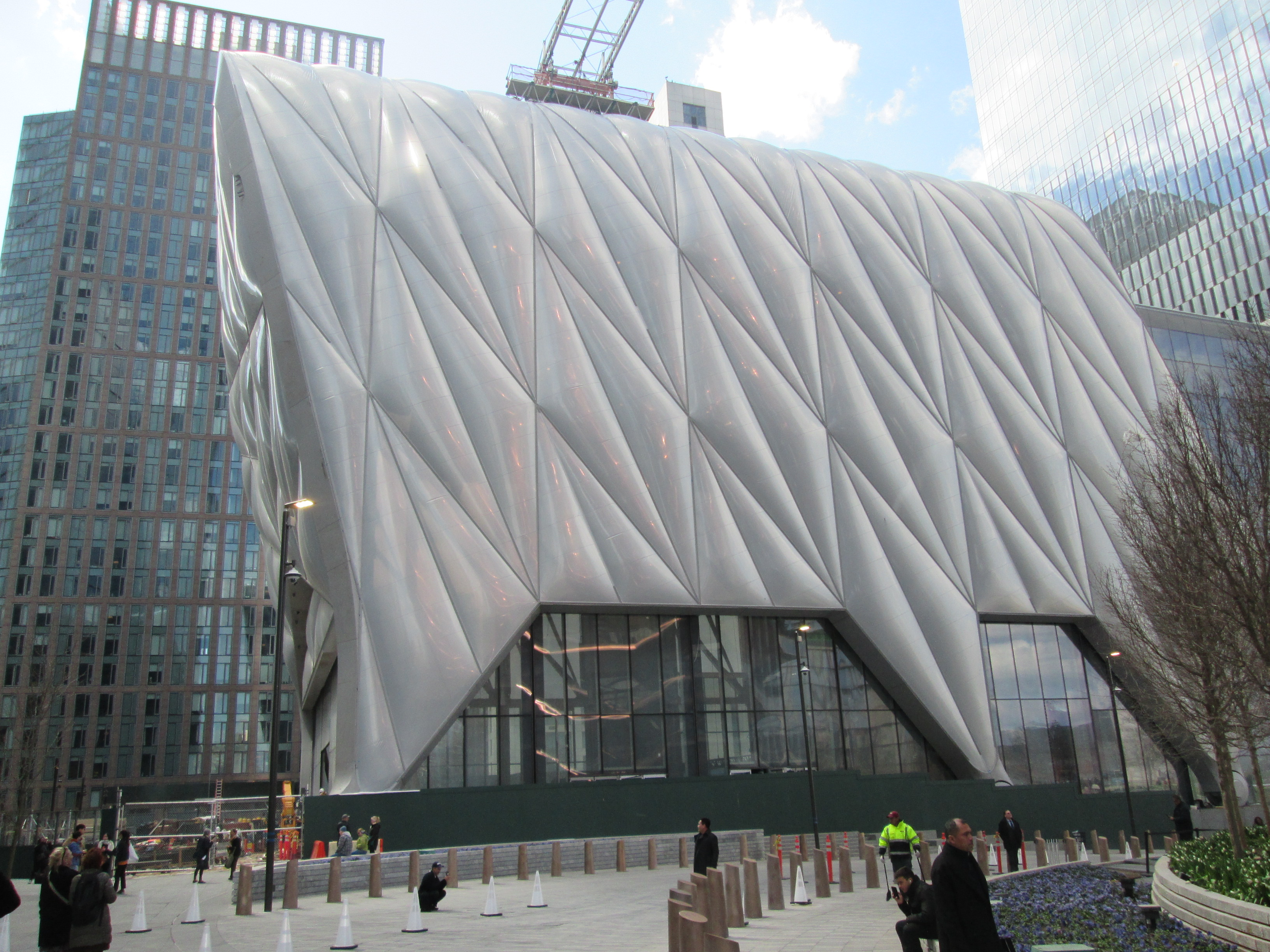
ザシェッド 、 ニューヨーク、ニューヨーク （2019）

## 賞与
1999年、 マッカーサー財団は、エリザベス・ディラーとリカルド・スコフィディオに、建築と現代文化の問題を統合する取り組みに対するフェローシップを贈呈   彼らは最近英国王立建築家協会フェローになり、 アメリカ芸術科学アカデミーフェロー就任。 2012年、エリザベス・ディラーはアメリカ文学芸術アカデミーに選出され、 アスペン・インスティテュートハーマンアイズナーアーティストインレジデンスに選ばれた。  2013年には、 バーナード功労勲章を授与。 
ディラー・スコフィディオ+レンフロが受信した他の権威ある賞と名誉は以下の通り 
スミソニアン国立デザイン賞。 アメリカ芸術文学アカデミーからのブルナー賞;オフブロードウェイの劇場制作でObie賞 。 ローマのアメリカンアカデミーの100周年記念勲章。 AIA大統領賞; AIAメダルオブオナー;数多くのプロジェクトでAIAデザイン賞を受賞。  
2003年、 ホイットニーアメリカンアートミュージアム からは、非伝統的慣行を評価し、スタジオの作品の回顧展を開催。 
2009年、エリザベス・ディラーとリカルド・スコフィディオはタイムマガジンの「世界で最も影響力のある100人」に選ばれ 、チャーリー・ローズとの1時間のセグメントで紹介された。 
2010年、 ファスト・カンパニーはディラー・スコフィディオ+レンフロをこの業界で最も革新的なデザインプラクティスに、そして世界で最も革新的な50社の1つに選出。

## 代表プロジェクト
建築：
- 未整備のスローハウス（1991）
- ブラッセリーレストラン、 シーグラム・ビルディング 、ニューヨーク、ニューヨーク（2000）
- 世界貿易センター展望台、ニューヨーク、ニューヨーク（2001）
- ぼかし、 スイス博覧会 、ヌーシャテル湖（2002）
- スリザー、岐阜、日本（2003）
- アイビームミュージアムオブアートアンドテクノロジー、ニューヨーク、ニューヨーク（未作成、2004年）
- ボストン現代美術館 、マサチューセッツ州ボストン（2006）
- スクール・オブ・アメリカン・バレエ 、エクスパンション、ニューヨーク、ニューヨーク（2007）
- アリス・タリー・ホール 、リデザイン、ニューヨーク、ニューヨーク（2009）
- ジュリアード音楽院 、改修と拡張、ニューヨーク、ニューヨーク（2009）
- ディヴィッド・H・コーク劇場 、ロビー改修、ニューヨーク、ニューヨーク（2010）
- リンカーンセンターパブリックスペース、ニューヨーク、ニューヨーク（2010）
- ハイパーパビリオンローンアンドレストラン、ニューヨーク、ニューヨーク（2011）
- ペリーとマーティグラノフクリエイティブアートセンター、 ブラウン大学 、プロビデンスRI（2011）
- プレジデントブリッジ、 リンカーン・センター 、ニューヨーク、ニューヨーク（2012）
- ハーシュホーン博物館と彫刻の庭季節のインフレータブルパビリオン、ワシントンDC（未構築、2012年）
- ハイライン 、ニューヨーク、ニューヨーク、フェーズ1、2、3（2009、2011、2014）
- ザブロード 、ロサンゼルス、カリフォルニア州
- バークレー美術館と太平洋映画アーカイブ 、 カリフォルニア大学バークレー校 、カリフォルニア
- ミュージアムオブイメージ＆サウンド、リオデジャネイロ、ブラジル（建設中）
- コロンビアビジネススクール 、ニューヨーク、ニューヨーク（設計中）
- コロンビア大学医療センター教育棟、ニューヨーク、ニューヨーク（建設中）
- カルチャーシェッド 、 ハドソン・ヤード 、ニューヨーク、ニューヨーク（設計中）
- Dタワー（「コルセット」）、ハドソン・ヤード、ニューヨーク、ニューヨーク（設計中）
- Museum of Modern Art（MoMA） Expansion、New York、NY（in design）
- スタンフォード大学アート＆アートヒストリービルディング、カリフォルニア州パロアルト（設計中）
- Zaryadye Park 、モスクワ、ロシア（設計中）

インストールとキュレーション：
- 交通 、 コロンバスサークル 、ニューヨーク、NY（1981）
- メモリーシアター 、 ブルックリンブリッジアンカレッジ、ブルックリン、ニューヨーク（1987）
- Para-Site 、 MoMA 、ニューヨーク、ニューヨーク（1989）
- Tourisms：suitCase Studies " 、 ウォーカーアートセンター 、ミネアポリス、ミネソタ州（1991）
- Bad Press 、 SFMOMA 、サンフランシスコ、カリフォルニア（1993）
- ソフトセル 、 タイムズスクエア 、ニューヨーク、ニューヨーク（1993）
- Vice / Virtue 、Glassmanifest、Leerdam、オランダ（1997）
- アメリカの芝生 、 カナダ建築センター 、 カナダ 、モントリオール（1998） [7]
- マスター/スレーブ 、 カルティエ財団 、フランス、パリ（1999）
- Travelogues 、 ジョンFケネディ国際空港 、クイーンズ、ニューヨーク（2001）
- 壁画 、 ホイットニー美術館 、ニューヨーク、ニューヨーク（2003）
- Facsimile 、 Moscone Convention Center 、San Francisco CA（2004）
- 罰は犯罪に適合しますか？ 、Fondazione Sandretto Re Rebaudengo、トリノ、イタリア（2008）
- Action Painting 、 Beyeler Foundation 、スイス、バーゼル（2008）
- スワロフスキーから委託されたライトソック （2009）
- チェインシティ 、 ヴェネツィア・ビエンナーレ第11回国際建築展、ヴェネツィア、イタリア（2008）
- Arbores Laetae 、 リバプール・ビエンナーレ 、リバプール、イギリス（2008）
- 出口 、 カルティエ財団 、フランス、パリ（2009）
- ドリルベビードリル 、 MAXXI 、ローマ、イタリア（2010）
- ファッションウィーク、ニューヨーク、 リンカーンセンターでのキャノピーエントリー（2010）
- Open House 、Droog、Levittown、NY（2011）とのコラボレーション
- どのようにしてワインはモダンになった 、 SFMOMA 、サンフランシスコカリフォルニア（2011）
- 香りの芸術：1889-2010 、 芸術とデザインの美術館、ニューヨーク、ニューヨーク（2012-2013）

パフォーマンス：
- ムービングターゲット 、 シャルルロワ 、ベルギー（1996）
- EJM IおよびII 、国際的に実施（1998）
- Jet Lag 、マルチメディアシアターワーク、ニューヨーク、ニューヨークで初演（1998）
- あなたのDADAは誰ですか？ 、 MoMA 、ニューヨーク、ニューヨーク（2006）
- Traveling Music 、Evento 2009、ボルドー、フランス（2009）
- Be Your Self 、Australian Dance Theatre、アデレード、オーストラリア（2010）とのコラボレーション

## ドキュメンタリー
- ディラー・スコフィディオ+レンフロ、リンカーン・センターとハイ・ラインの再考（マフィ・ダンとトム・パイパー監督、2012、54分）